# Ventenata sorgerae
Ventenata sorgerae är en gräsart som först beskrevs av Dogan, och fick sitt nu gällande namn av David Heller. Ventenata sorgerae ingår i släktet Ventenata och familjen gräs. Inga underarter finns listade i Catalogue of Life.